# Pou de Sant Miquel
El Pou de Sant Miquel és una obra d'Alcanar (Montsià) inclosa a l'Inventari del Patrimoni Arquitectònic de Catalunya.

## Descripció
Edifici de planta regular, està cobert amb teulada a doble vessant amb el carener paral·lel a la façana. Aquesta darrera presenta una portada amb un arc molt rebaixat i una finestra a cada banda, del mateix tipus.
Entre la portada i la finestra de la dreta hi ha una capelleta amb la imatge de Sant Miquel.

## Història
El pou de Sant Miquel fou construït el 1928, segons consta a una placa col·locada sobre la porta, després de la recent restauració (octubre de 1991).